# ALL FOR YOU (單曲)
《ALL FOR YOU》是安室奈美惠以个人单独名义在2004年7月22日发行的第27张单曲。

## 簡介
- 2004年第2張單曲，也是安室個人單曲中最後一次以CCCD的形式發售。韓國同時發行。
- 觀月亞里莎主演的連續劇《讓愛想起來》的主題曲，自《I HAVE NEVER SEEN》約6年後再次成為連續劇主題曲。
- 填詞人為制作安室單曲《Stop the music》的渡邊夏美，作曲人則是曾寫出中島美嘉《雪花》、RUI（柴咲幸）《月的點滴》的名作曲家松本良喜。
- PV於千葉縣館山市的海岸拍攝。
- 銷量自單曲《Say the word》相隔六作後突破10萬張[1]，並成為2004年年間銷量第86位。
- 同年7月24日，作為於韓國首爾舉行「2004 MTV BuzzASIA Concert」的日本代表表演歌手，演唱了《Put 'Em Up》、《ALARM》與《ALL FOR YOU》等歌曲。而在前一天的仁川國際機場，當地的粉絲進行了《ALL FOR YOU》的大合唱歡迎安室的到來。

## 收錄曲
1. ALL FOR YOU [6:00]
作詞：NATSUMI WATANABE、作曲：RYOKI MATSUMOTO、編曲：JUN ABE・RYOKI MATSUMOTO
2. butterfly [4:00]
作詞・作曲・編曲：AKIRA
3. ALL FOR YOU （Instrumental）
4. butterfly （Instrumental）

## 相關DVD
- PV集『FILMOGRAPHY 2001-2005』

## 外部連結
- 安室奈美惠 avex Official web site（页面存档备份，存于）
- VISION FACTORY Artist Page（页面存档备份，存于）